# Marcus Garvey (album)
Albums de Burning Spear
Rocking Time
(1974) Garvey's Ghost
(1976)
Marcus Garvey est le troisième album de Burning Spear, sorti en 1975.

## L'album
Il est nommé en l'honneur du héros national jamaïcain Marcus Garvey et fait partie des 1001 albums qu'il faut avoir écoutés dans sa vie. 

### Titres
Tous les titres sont de Winston Rodney et Phillip Fullwood, sauf mentions. 
1. Marcus Garvey (3:27)
2. Slavery Days (3:34)
3. The Invasion (W. Rodney, C. Paisley, P. Fullwood) (3:22)
4. Live Good (Marcus Rodney, Mackba Rodney, Winston Rodney) (3:14)
5. Give Me (W. Rodney) (3:11)
6. Old Marcus Garvey (4:03)
7. Tradition (Delroy Hines, Rupert Willington, W. Rodney) (3:30)
8. Jordan River (W. Rodney, M. Lawrence, P. Fullwood) (3:00)
9. Red, Gold & Green (A. Folkes, W. Rodney, P. Fullwood) (3:14)
10. Resting Place (W. Rodney) (3:10)

### Musiciens
- Winston Rodney : voix
- Delroy Hines, Rupert Willington : chœurs
- Bobby Ellis : trompette
- Vincent Gordon : trombone, clavinet
- Carlton Samuels : flûte
- Herman Marquis : saxophone alto
- Richard Hall : saxophone ténor
- Tyrone Downie : piano, orgue
- Bernard Harvey : piano, orgue, clavinet
- Earl Smith : guitare
- Valentine Chin : guitare rythmique
- Robbie Shakespeare, Aston Barrett : basse
- Leroy Wallace : batterie